# Mantaly
Mantaly est une ville et une commune Rurale (Kaominina), du nord de Madagascar, dans la province de Diego-Suarez.

## Administration
Mantaly est une commune rurale du district d'Ambilobe, située dans la région de Diana, dans la province de Diego-Suarez.

## Économie
La population est majoritairement rurale. On trouve sur le territoire communal des exploitations de bananes, café et de sucre de cannes, ainsi que des rizières.

## Démographie
La population est estimée à 14 420 habitants, en 2001.